# Fluorid fosforitý
Fluorid fosforitý je anorganická sloučenina s chemickým vzorcem PF3.

## Příprava
Fluorid fosforitý je obvykle připravován z chloridu fosforitého halogenovou výměnou za použití různých fluoridů, jako třeba fluorovodíku, fluoridu vápenatého, fluoridu arsenitého, fluoridu antimonitého nebo fluoridu zinečnatého:
2 PCl3 + 3 ZnF2 → 2 PF3 + 3 ZnCl2

## Vlastnosti
Vazebný úhel F-P-F ve fluoridu fosforitém je přibližně 96,3°. Plynný fluorid fosforitý má standardní slučovací entalpii −958,44 kJ/mol. Atom fosforu má chemický posun nukleární magnetické rezonance 97 ppm.
Fluorid fosforitý hydrolyzuje zejména při vyšším pH, ale je méně hydrolyticky citlivý než chlorid fosforitý. Fluorid fosforitý nepůsobí na sklo s výjimkou vysokých teplot. K sušení lze s malými ztrátami využít bezvodý hydroxid draselný. S horkými kovy tvoří fosfidy a fluoridy. S Lewisovými zásadami, jako například amoniak, tvoří adukty a fluorid fosforitý je oxidován oxidačními činidly, jako je brom nebo manganistan draselný.
Jako ligand přechodných kovů, je fluorid fosforitý silný π-akceptor. Fluorid fosforitý tvoří řadu komplexů s kovy o nízkých oxidačních stavech. Fluorid fosforitý tvoří několik komplexů, pro které odpovídající karbonyly kovů neexistují nebo jsou nestabilní. Například Pd(PF3)4 je známý, ale Pd(CO)4 nikoliv. Takové komplexy jsou obvykle připravovány přímo z příbuzné karbonylové sloučeniny ztrátou oxidu uhelnatého. Avšak kovový nikl reaguje přímo s fluoridem fosforitým při 100 °C za tlaku 35 MPa za vzniku Ni(PF3)4, který je analogický k Ni(CO)4. Cr(PF3)6, analog Cr(CO)6, lze připravit z bis(benzen)chromu:
Cr(C6H6)2 + 6 PF3 → Cr(PF3)6 + 2 C6H6

|                            |                           |
| Kuličkový model [Pt(PF3)4] | Kalotový model [Pt(PF3)4] |

## Využití
Fluorid fosforitý není využíván ve velkém měřítku. Ve výzkumu se však využívá při organické syntéze a přípravě komplexů.

## Biologická aktivita
Fluorid fosforitý se podobá oxidu uhelnatému, protože se silně váže na železo v hemoglobinu, čímž brání krvi absorbovat kyslík.

## Bezpečnost
Fluorid fosforitý je vysoce toxický, srovnatelně s fosgenem.